# شبكة شبيلي الإعلامية
شبكة شبيلي الإعلامية (SMN) شبكة إخبارية إذاعية وتلفزيونية مقرها في العاصمة الصومالية مقديشو.

## خلفية تاريخية
تأسست شبكة شبيلي الإعلامية عام 2002 في مدينة مركا جنوب الصومال على يد مجموعة من المثقفين الصوماليين، بهدف ضمان بقاء الصوماليين في جميع أنحاء العالم على اطلاع بالتطورات داخل المجتمع الصومالي وعلى اتصال مع بعضهم البعض.
ركزت الشبكة في بداياتها على البث إلى أفريقيا وآسيا وأستراليا عبر القمر الصناعي Thaicom 3، إلا أنها توسعت عام 2005 لتشمل البث عبر الأقمار الصناعية إلى أمريكا الشمالية وأوروبا.
نمت إذاعة شبيلي ببطء لتصبح واحدة من أكثر المحطات الإذاعية المملوكة للقطاع الخاص انتشارا ومتابعة في الصومال، وكانت تبث من الساعة 6 صباحًا حتى منتصف الليل. وفي وقت لاحق، نقلت مقرها الرئيسي إلى العاصمة مقديشو.
قبل بسط القوات المسلحة الصومالية سيطرتها الكاملة على مقديشو وطرد حركة الشباب منها وعودة الهدوء إليها في منتصف عام 2011، تعرضت إذاعة شبيلي المستقلة، شأنها شأن باقي وسائل الإعلام الصومالية، للاستهداف بشكل متكرر من قبل المسلحين الإسلاميين. وكان من بين الضحايا خلال هذه الفترة التي شهدت عنفا متزايدا في الفترة ما بين 2007 و2011، القائم بأعمال مدير إذاعة شبيلي بشير نور جيدي، الذي قُتل في 19 أكتوبر 2007. وفي عام 2009 اغتيل أيضاً مدير المحطة مختار محمد حرابي.
وبعد طرد المتمردين من العاصمة، لجأوا إلى إصدار تهديدات بالقتل والاغتيال لوقف التغطية الإعلامية لأنشطتهم. وبسبب الإحباط من العدد المتزايد من الصحفيين المغتربين العائدين إلى العاصمة بعد عودة الهدوء النسبي، كثف المسلحون في عام 2012 حملتهم المناهضة لوسائل الإعلام، ما أسفر عن مقتل أربعة مراسلين من شبكة شبيلي خلال هذا العام، بما في ذلك المدير حسن عثمان عبدي.
وعلى الرغم من محاولات الترهيب، استمر الصحفيون في تغطية أحداث الحرب. ومن خلال العضوية في الاتحاد الوطني للصحفيين الصوماليين، قاد الصحفيون أيضًا مبادرة حكومية لإصلاح قانون الإعلام الصومالي لعام 2007.

## الخدمات
تبث شبكة شبيلي برامج إخبارية وتحليلية كما تبث برامج مختصة بالاقتصاد والثقافة والمواد الرياضية عبر شبكتها الإذاعية والتلفزيونية، وتبث برامجها وأفلامها الوثائقية الخاصة عبر البث الأرضي والفضائي، كما تقدم الشبكة أيضًا تقارير عن مبادرات ومؤتمرات السلام المحلية، وتوفر منبرًا لمناقشة القضايا التي تهم المجتمع الصومالي، وتقدم خدمات الاتصال حيث يمكن للمستمعين و المشاهدين التفاعل مع المشاركين في البرنامج.
الجمهور المستهدف الرئيسي لشبكة شابيلي الإعلامية هو المتحدثين باللغة الصومالية، سواء داخل القرن الأفريقي أو خارجه، كما أن برامجها الإذاعية موجهة أيضًا نحو صانعي القرار المحليين والشركاء الدوليين.

## الجوائز
في عام 2010، حصلت إذاعة شبيلي على جائزة إعلام العام من قبل منظمة مراسلون بلا حدود.